# Климашенко, Дмитрий Михайлович
Дми́трий Миха́йлович Климашенко (укр. Дмитро Михайлович Клімашенко; род. 15 мая 1979, Киев) — украинский продюсер и певец, заслуженный артист Украины (2005).

## Биография
Родился 15 мая 1979 года в Киеве, в семье цыган сэрвов.
В 1996 году провёл тур «Возвращайся издалека» и выпустил сингл «Путь, который ты выбираешь» с Ани Лорак.
В 1997 году принял участие в программе «Песня года — 97» в России.
В 1998 году в дуэте с Катей Бужинской исполнил гимн молодёжи Украины (Юрий Рыбчинский).
В 1999 году участвовал в концерте «100 % любви».
В 2002 году он стал продюсером группы «Алиби». Выпустил совместный сингл и видеоклип «Алиби».
В 2003 году он стал продюсером Ольги Крюковой, снял видеоклипы, написал музыку к альбому «Ольга» и организовал её концерт. В 2003 году создал продюсерский центр и студию звукозаписи «DK music production».
Записал песню в дуэте с Джонатаном Батлером.
В 2004 году сотрудничал с Александром Цекало продюсировал и написал музыку для новогодних мюзыкальных проектов на каналах «1+1» и СТС: «Али Баба и 40 разбойников», и «Ночь в стиле Disco».
Организовал концерт Джорджа Бенсона в киевском дворце «Украина».
В 2005 году стал продюсером Маши Фокиной, снял её клип «Целую тебя».
Продюсировал новогодний телепроект 2005 года «Метро» на канале «1+1».
В 2005 году стал автором, музыкальным продюсером и председателем жюри детского конкурса «Хочу быть звездой».
Принимал участие в создании мюзикла Давида Тухманова «По волнам моей памяти» и новогоднего огонька «Ночь в стиле детства» на канале СТС.
Участвовал в телепроекте «Шанс» на канале «1+1».
Сотрудничает с украинским тенором Владимиром Гришко.

## Видеоклипы
- 1994 — «Спрячь за высоким забором девчонку»
- 1998 — «Украина» (вместе с Катей Бужинской).
- 1999 — «Золото монет».
- 2000 — «Стожари» (с Лери Винном, Виктором Павликом, Мариной Одольской и Ани Лорак).
- 2001 — «Диско».
- 2002 — «Алиби»
- 2003 — «Две слезы». (совместно с группой «Алиби»)
- 2004 — «Мир соткан из слёз» (протест против войны в Ираке).
- 2005 — «Жаль» и «Я рядом».

## Фильмография
- 2004 — Али Баба и 40 разбойников
- 2005 — Ночь в стиле Disco
- 2005 — По волнам моей памяти
- 2009 — Как казаки… — арестант

## Дискография
- 1995 — «Возвращайся издалека».
- 1998 — «Билет на Луну».
- 2003 — «Две слезы». (совместно с группой «Алиби»)

## Театр
- 1999 — спектакль «Цыгане» — Рува[3]

## Награды и достижения
- В 1994 году выиграл гран-при конкурса «Звездная дорога» получил приз — съемка видеоклипа.
- В 2000 году клип «Золото монет» был признан лучшим клипом года
- В 2001 году получил вторую премию в номинации «Лучший певец года» на фестивале «Золотая жар-птица».
- 2005 — Заслуженный артист Украины

## Личная жизнь
Жена с 1996 года бывшая одноклассница Аника, дочь цыгана и русской. Две дочки — Лидия (род. 1996), и Нана (род. 2005)